# Hitradio Antenne 1

Logo bis Februar 2014

Logo bis August 2017

Hitradio Antenne 1 (Eigenschreibweise Hitradio antenne 1) ist einer von drei privaten Bereichssendern in Baden-Württemberg. Der Sender mit Sitz in Stuttgart hat sein offizielles Sendegebiet in der Mitte und im Nordosten des Bundeslandes, kann aber auch in angrenzenden Gebieten empfangen werden.
In Reutlingen befindet sich ein weiteres Studio des Senders, womit eine regionale Auseinanderschaltung im Programm möglich wäre. Hauptgesellschafter ist die Südwestdeutsche Medien Holding, zu der auch die Stuttgarter Zeitung und die Stuttgarter Nachrichten gehören. Hitradio Antenne 1 befindet sich mit den beiden Zeitungen unter dem Dach des Pressehauses Stuttgart im Stadtbezirk Möhringen. Am 20. Juni 2024 wurden modernisierte Studios und Räumlichkeiten am Stuttgarter Standort feierlich eingeweiht.

## Geschichte
Am 17. Juli 1989 nahm das Programm Antenne 1 in Stuttgart auf der Frequenz 101,3 MHz den Sendebetrieb auf. Es handelte sich dabei jedoch um keinen eigenständigen Sender, sondern um eine Kooperation von vier kommerziellen Programmanbietern aus der Pressebranche, die unterschiedliche Sendezeiten belegten. Im Jahr 1994 ordnete die Landesanstalt für Kommunikation die Rundfunklandschaft in Baden-Württemberg neu. Es wurden Frequenzen für drei Bereichssender ausgeschrieben, von denen jeder etwa ein Drittel des Landes abdecken sollte. Den Zuschlag als Bereichssender Württemberg Mitte/Nord erhielt die von den bisherigen Antenne 1-Veranstaltern gegründete Antenne Radio GmbH & Co. KG mit Sitz in Stuttgart. Am 1. Oktober 1994 ging Antenne 1 als Vollprogramm zwischen Tauberfranken und der Schwäbischen Alb auf Sendung.
Da sich die Gesellschafter des Reutlinger Senders Radio RT4, dessen Sendegebiet dem Bereichssender Württemberg Mitte/Nord zugeschlagen wurde, an der Antenne 1-Betreibergesellschaft beteiligten, existierte das Programm ab 1. Oktober 1994 als Antenne RT4 weiter. Der Großteil des RT4-Programms wurde jetzt jedoch von Antenne 1 übernommen.
Ab 1997 übernahm auch der Lokalsender Filstalwelle aus Göppingen größtenteils das Programm von Antenne 1 und benannte sich daher in Antenne Filstal um. Erwähnenswert ist in diesem Zusammenhang, dass sich Antenne 1 in den meisten Sendungen nur Antenne nannte. Lediglich während Antenne RT4 und Antenne Filstal eigene Programme sendeten, firmierte man als Antenne 1. Der langjährige Claim lautete „Hits und näher ran“.
Am 1. Januar 2000 änderte Antenne 1 seinen Namen in Hit-Radio Antenne 1. Gleichzeitig wurden die separaten Sendungen von Antenne RT4 eingestellt. Das ehemalige RT4-Studio dient seitdem als Regionalstudio von Antenne 1. Mit der Einführung des Zusatzes „Hit-Radio“ vollzog der Sender auch einen Imagewechsel: Spartensendungen wie Midnight House, Filmzeit oder Antenne im Gespräch wurden zugunsten eines durchgehenden gleichförmigen Musikprogramms mit einer eingeschränkten und engen Rotation eingestellt, die Nachrichten wurden verkürzt und die regionale Berichterstattung deutlich reduziert. Intensiv beworbene Gewinnspiele waren danach ein tragender Bestandteil des Programms.
Zum Jahresbeginn 2003 wurde das Sendegebiet des Lokalsenders Göppingen mit dem der Lokalsender Stuttgart und Esslingen zusammengefasst, wodurch Hit-Radio Antenne Filstal seine Lizenz verlor. Gleichzeitig wurden die Sendegebiete der drei Bereichssender in den Randbereichen verändert, um Überlappungen und damit die Konkurrenzsituation zu minimieren. Antenne 1 musste seine leistungsstarke Frequenz 105,2 MHz im Nordschwarzwald abgeben und bekam die schwächere 107,0 MHz in Pforzheim sowie die bisher von Hit-Radio Antenne Filstal genutzte 105,4 MHz im Landkreis Göppingen zugeteilt.
Von Juni 2002 bis April 2007 existierte das Ablegerprogramm Antenne 1 info digital, das nur über DAB verbreitet wurde.
Seit Juli 2011 nannte sich der Sender in seinem Programm nur noch Antenne 1.
Zwei Jahre (21. Januar 2012 bis Januar 2014) gab es am Samstag die Ingolf Lück Show mit TV-Moderator Ingolf Lück, die in Zusammenarbeit mit den weiteren Bereichssendern Radio Regenbogen und Radio 7 und dem rheinland-pfälzischen Sender RPR1 produziert wurde. Außerdem gab es jedes Wochenende ein Mehr Musik-Wochenende mit wöchentlich wechselnden Themen (u. a. Filmhits, Live-Songs, Duette), welches durch das Format Endlich Samstag! abgelöst wurde, bei dem Service-Tipps zu verschiedenen Themengebieten gegeben werden.
Anfang 2014 führte Antenne 1 den größten Relaunch der Sendergeschichte durch. Vom Logo über die Sendungsformate und Moderatoren wurde bei Antenne 1 alles verändert. Im Mittelpunkt standen hierbei das Bekenntnis zum Schwabenland und die damit verbundene Nähe zu den Hörern in Zusammenhang mit dem Claim „Hier für Euch“.
Über 15 Jahre lang, bis zum Jahr 2016, hatte jeden Sonntag ein Verein aus dem Sendegebiet die Möglichkeit „Antenne 1 Dream-Team“ zu werden. Der Verein bewarb sich und musste innerhalb von vier Stunden eine ihm von Moderator Matthias Raidt gestellte Aufgabe lösen. Diese konnten aktuelle, zur Region passende oder historische Themen sein (z. B. Mondlandung nachstellen).
Seit August 2016 positioniert sich Antenne 1 wieder in Baden-Württemberg und trägt seit Ende August 2017 wieder den Zusatz „Hitradio“. Zudem ist Oliver Ostermann wieder am Morgen zu hören. Er begann seine Laufbahn bei einem Talentwettbewerb von Antenne RT4 und kam dann zu Antenne 1. Zusammen mit Nadja Gontermann begleitete er die Hörer in der Hitradio Antenne 1 Morgenshow montags bis freitags von fünf bis zehn Uhr in den Tag. Anfang Oktober 2022 stieg Gontermann im Rahmen einer Programmreform aus der Morgensendung aus und moderierte bis August 2024 die Nachmittagssendung.

## Gegenwart

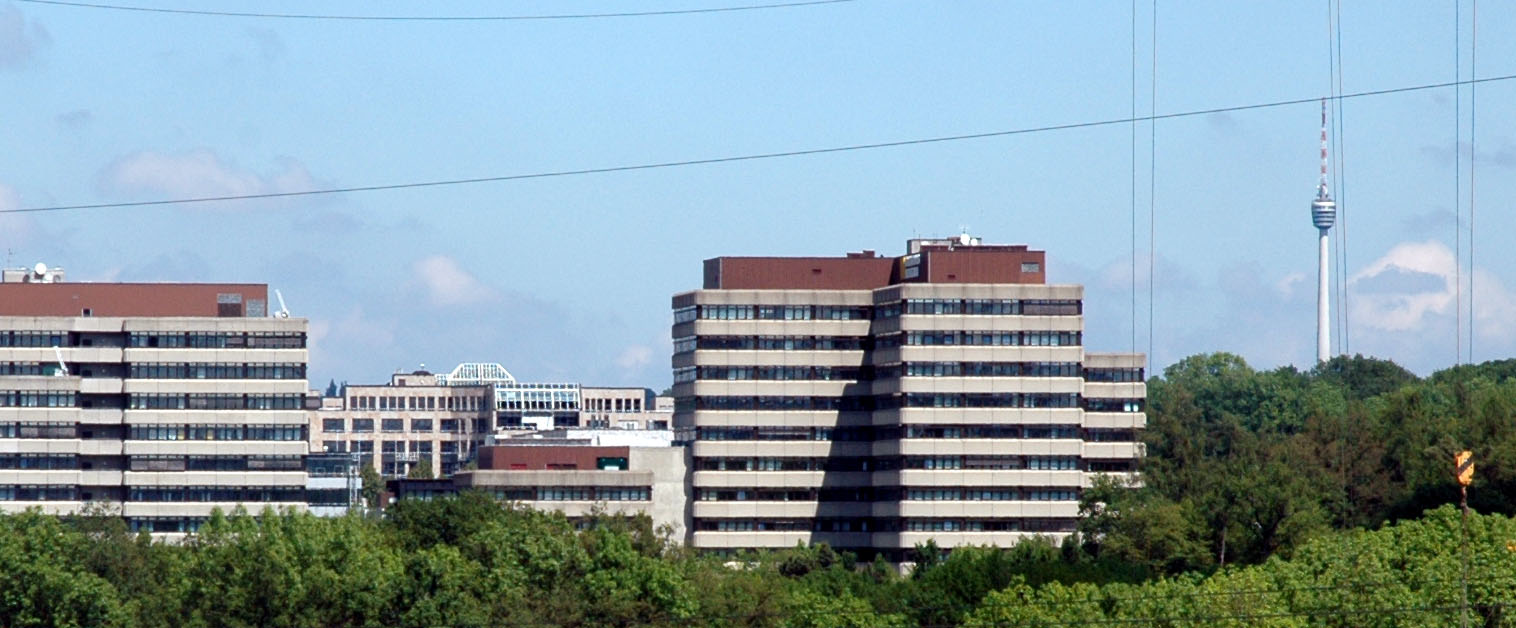
Pressehaus Stuttgart, Sitz von Antenne 1

Hitradio antenne 1 spielt ein Hot AC-Musikformat. Herzstück des Programms ist die Morgenshow Die Wachmacher, welche montags bis freitags von 5:00 Uhr bis 10:00 Uhr sendet. Anschließend folgen die Sendungen Nadja bei der Arbeit und Jana Karola am Nachmittag. Am Samstagnachmittag wird barba radio ausgestrahlt, in der sich Prominente mit Barbara Schöneberger unterhalten. Die Show gibt es unter dem Titel Mit den Waffeln einer Frau auch als Podcast. 
Zwischen 5 und 18 Uhr wird das Programm werktags live moderiert; von 18 bis 20 Uhr sowie am Samstag von 6 bis 18 Uhr und am Sonntag von 7 bis 18 Uhr werden Moderatorenbeiträge über Voicetracking eingespielt. Außerhalb dieser Zeiten ist das Programm bis auf die stündlichen Nachrichten, Wetter- und Verkehrsmeldungen unmoderiert.
Die Nachrichten beginnen, wie z. B. auch bei Hit Radio FFH in Hessen, fünf Minuten vor der vollen und morgens vor der halben Stunde. Montags bis freitags zwischen 5 und 20 Uhr produziert Hitradio Antenne 1 die Nachrichten selbst, gesprochen werden diese über den Tag verteilt meist von Patrick Seidel, Christine Bonfert, Lena Schaffer oder Lukas Schröder. Außerhalb dieser Zeiten und am Wochenende werden die Hörfunknachrichten der dpa übernommen.
Der Verkehrsservice setzt sich u. a. aus den offiziellen Störungsmeldungen des Lagezentrums im Innenministerium und den Meldungen von Hörern zusammen. Zusätzlich zu Gefahren- und Staumeldungen gibt es Blitzermeldungen, welche von den Hörern über Telefon oder auch Facebook mitgeteilt werden. Die Verkehrsmeldungen werden morgens von Nico Auer aus der Hitradio antenne 1 Verkehrsredaktion präsentiert. Zuvor waren an dieser Stelle bereits Raphael Roth, Ingo van den Wyenbergh, Jan Ackermann und Nektarios Bamiatzis, bekannt aus der ersten DSDS-Staffel, im Einsatz.

## Unternehmensstruktur
Programmveranstalterin ist die Antenne Radio GmbH & Co. KG. Diese befindet sich im Besitz der Stuttgart Regional Hörfunk GmbH & Co. KG zu 65 % und der Radio RT4 Programm- und Lizenzgesellschaft – Regionaler Hörfunk – GmbH & Co. OHG zu 35 %. Mittelbare Hauptgesellschafterin der Stuttgart Regional Hörfunk GmbH & Co. KG und damit der Antenne Radio GmbH & Co. KG ist die Südwestdeutsche Medien Holding, daneben hält der Axel-Springer-Verlag eine Beteiligung von 10,3 %. Die Radio RT4 OHG ist eine Tochtergesellschaft des Reutlinger General-Anzeigers. Die Antenne Radio GmbH & Co. KG selbst ist mit 15 % an der Radio L 12 GmbH & Co. KG beteiligt, die als Lokalsender 12 für Stuttgart und die Landkreise Esslingen und Göppingen lizenziert ist und das Hörfunkprogramm Die Neue 107.7 veranstaltet.

## Medienpartnerschaften mit Sportvereinen
Antenne 1 ist Partner von sechs Sportmannschaften aus Baden-Württemberg: die Bietigheim Steelers, die Tigers Tübingen, die Stuttgarter Kickers, Frisch Auf Göppingen, der Allianz MTV Stuttgart und die Schwenninger Wild Wings.

## Moderatoren
Die Hitradio antenne 1 Morgenshow moderieren Oliver Ostermann, Kim Höschele und Stefanie Scheermann. In den verschiedenen Sendungen am Tag und am Wochenende sind des Weiteren Nadja Gontermann, Nico Auer und Jana Karola Schmid zu hören.

## Frequenzen und Sendegebiet
| Stadt                               | MHz   | kW    |
| ----------------------------------- | ----- | ----- |
| Regionalfenster Mittlerer Neckar    |       |       |
| Stuttgart                           | 101,3 | 75    |
| Geislingen an der Steige            | 105,4 | 1     |
| Leonberg                            | 106,9 | 0,1   |
| Regionalfenster Pforzheim           |       |       |
| Pforzheim                           | 107,0 | 1     |
| Regionalfenster Heilbronn/Hohenlohe |       |       |
| Langenburg                          | 100,1 | 50    |
| Heilbronn                           | 89,1  | 0,5   |
| Bad Mergentheim                     | 106,0 | 0,1   |
| Wertheim                            | 89,5  | 0,1   |
| Regionalfenster Reutlingen          |       |       |
| Raichberg                           | 103,4 | 50    |
| Balingen                            | 105,4 | 0,3   |
| Reutlingen                          | 103,1 | 0,1   |
| Bad Urach                           | 89,3  | 0,025 |

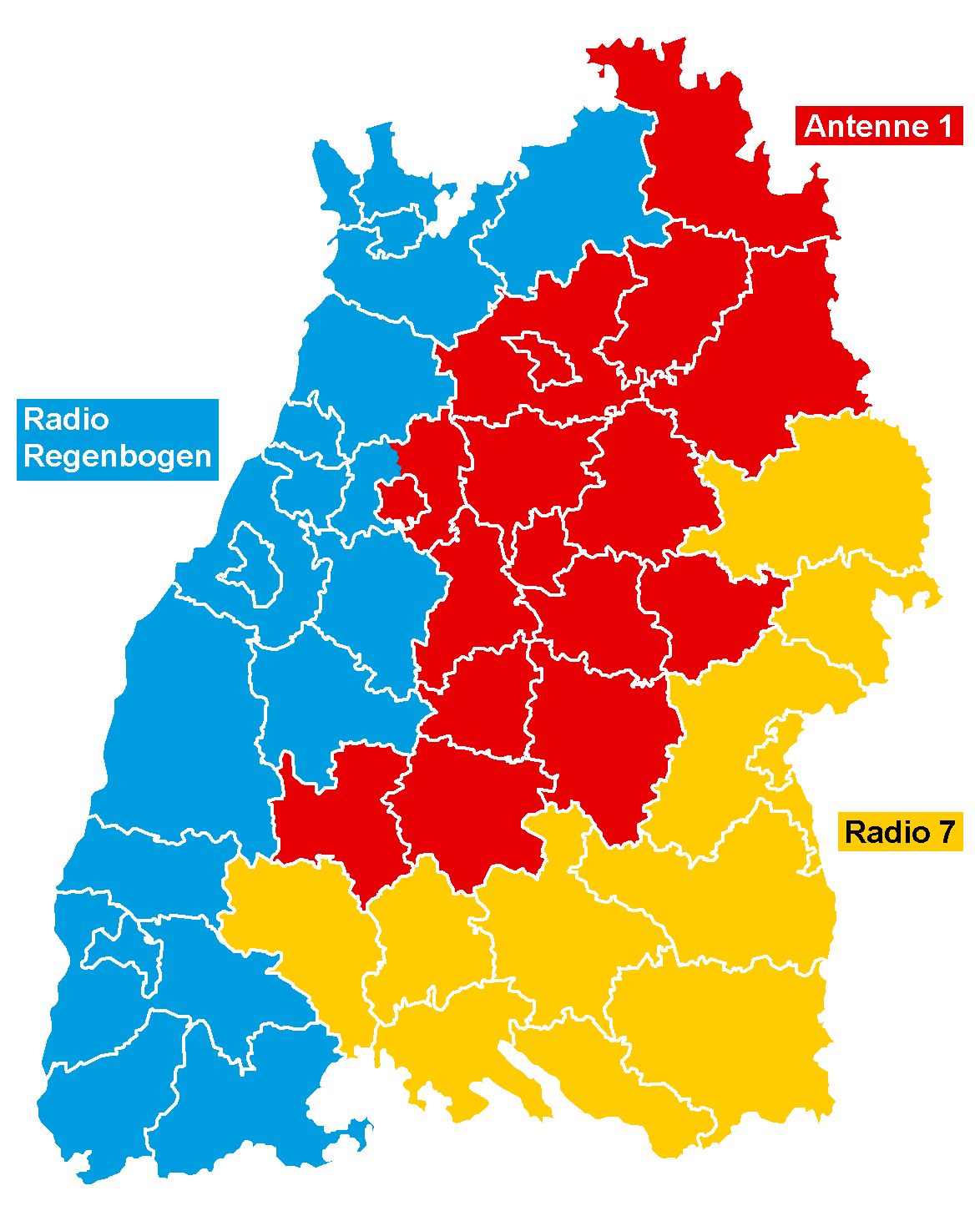
Sendegebiete der drei Bereichssender in Baden-Württemberg

Digital über DAB+ ist Antenne 1 in ganz Baden-Württemberg auf dem Kanal 11B (Betreiber: OAS BW) empfangbar.

## Radio RiO
Antenne 1 ist Medienpartner von Radio RiO. Dies ist ein krankenhausinterner Sender, der im Olgahospital in Stuttgart zu empfangen ist. Das Programm entsteht direkt aus dem Krankenhaus-Studio. Jeden Mittwoch präsentiert nach Julia Holzwarth, Natascha Könches, Jasmin Zinßmeister, Lena Schaffer und Jana Schick nun Julian Hasel zwei Stunden live interessante Geschichten rund um das Olgäle und aus der Welt.